# Shakuntalá

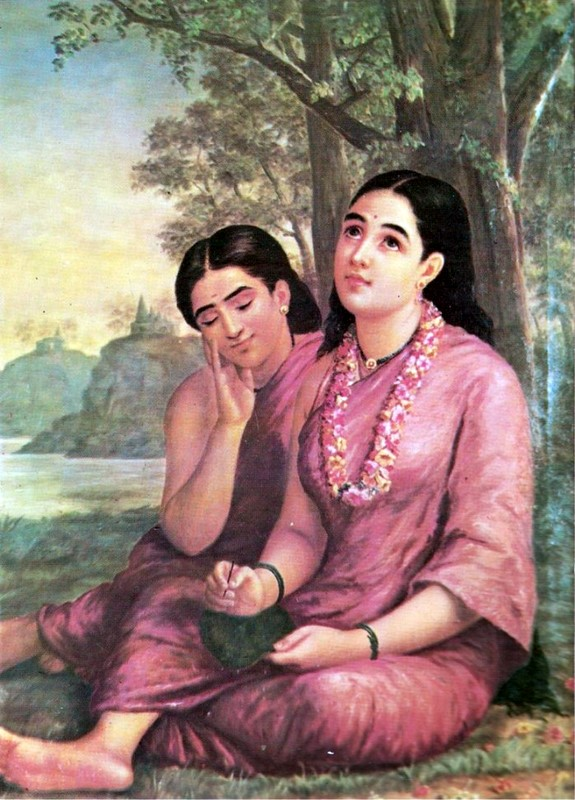
Shakuntalá escribe una carta al rey Dushianta, obra del pintor indio Ravi Varma (1848-1906).

Según el antiguo texto épico sánscrito Majabhárata, Shakuntalá era la hija de la apsarás Menakā, que sedujo por una noche al sabio Vishuamitra. Su historia, relatada en el Mahabharata, ha sido dramatizada varias veces, siendo la versión más célebre la obra de teatro escrita por Kālidāsa.

## Leyenda
La ninfa la abandonó en un bosque luego de parir; allí la protegieron y alimentaron las aves hasta que la encontró el sabio Kaṇua, quien la llevó a su ermita y la crio como su hija. 
Allí fue descubierta por el rey Dushianta durante una cacería. Se casaron y tuvieron al rey Bharatá —quien sería el primero de los 12 chakrá-vartis o sarva-bhaumá (o sea, ‘emperadores del mundo’)—
La historia del encuentro accidental de Dushianta con Shakuntalā, su matrimonio, separación, cómo él la repudió debido a una pérdida temporal de la memoria (debido a una maldición) y de cómo después la reconoció gracias a un anillo que se había perdido pero que fue recuperado, forma el tema del celebrado drama de Kali Dasa llamado Abhigñana Śakuntalā (‘el reconocimiento de Shakuntalá’).

## Etimología
El nombre Shakuntalá proviene de śakunta (un ave o un ave de presa).

## Nombre
En AITS (alfabeto internacional de transliteración sánscrita) se escribe śakuntalā.

En letra devánagari se escribe शकुन्तला.